# 八調
八調（はっちょう、ギリシア語: οκτοηχος, 英語: Octoechos）とは、正教会の教会音楽で用いられる八種の音階・音楽パターン・祈祷文をいう。ダマスコの克肖者聖イオアンが体系化したとされている。ギリシャ語・英語の"οκτοηχος", "Octoechos"は、八調によって構成される祈祷書「八調經（はっちょうけい・八調経）」をも指す。
ギリシャ系の正教会の語義では、祈祷書である"ギリシア語: οκτοηχος"（オクトイホス）は主日（日曜日）の奉神礼のための、八種の週替りの復活の祈祷文を扱う祈祷書のみを指し、これは"Anastasimatarion"（アナスタシマタリオン）とも呼ばれる。平日にも使われるギリシャ語の祈祷書は"Parakletiki"（パラクレティキ）と呼ばれる。
スラヴ系の正教会の語義では、祈祷書である"Октоих"（オクトイフ）には全ての平日に用いられる祈祷文が含まれており、ギリシャ系正教会のパラクレティキに相当する。
パラクレティキの最終的な形は、9世紀の聖人である聖歌者聖イオシフに拠るところが大きいとされる。